# Lista de pilotos brasileiros na Fórmula 1

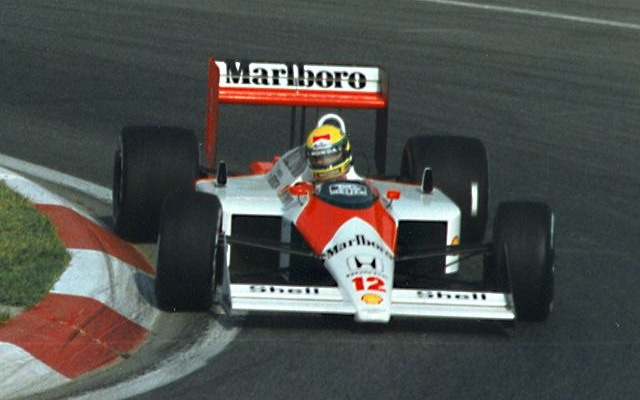
Ayrton Senna durante o Grande Prêmio do Canadá de 1988.

Trinta e três competidores fazem parte da lista de pilotos brasileiros que já atuaram na Fórmula 1. Dentre eles, se destacam três que foram campeões mundiais, sendo que os três têm mais de um título mundial. Emerson Fittipaldi foi o primeiro brasileiro a conquistar um título, na temporada de 1972, repetindo o triunfo em 1974. Já Nelson Piquet obteve um resultado ligeiramente mais favorável, tendo se tornado campeão por três vezes na década de 1980, para assim tornar-se o primeiro brasileiro tricampeão mundial. O último vencedor do país foi Ayrton Senna que conquistou o mundial em 1988, 1990 e 1991, tornando-se como o tricampeão mais jovem da história naquele tempo. Além deles, Rubens Barrichello, último brasileiro a vencer na Fórmula 1, vice-campeão de 2002 e 2004 e detentor de três marcas históricas: foi o primeiro piloto a atingir a marca de 300 GPs (no Grande Prêmio da Bélgica de 2010), conquistou a 100ª vitória brasileira na Fórmula 1 (no Grande Prêmio da Europa de 2009) e tem o atual recorde de 326 participações na Fórmula 1 e Felipe Massa, vice-campeão de 2008.
Seis pilotos brasileiros venceram pelo menos um Grande Prêmio (grand prix), resultando em um total combinado de 101 vitórias. Ayrton Senna ainda é o maior vencedor brasileiro, com 41 vitórias, seguido por Nelson Piquet, que venceu 23 das 204 corridas que disputou. Emerson Fittipaldi - primeiro brasileiro a vencer na Fórmula 1, no Grande Prêmio dos Estados Unidos de 1970 - venceu 14 corridas entre 1970 e 1975, por Lotus e McLaren; Rubens Barrichello e Felipe Massa venceram onze GPs cada um - nove das onze vitórias de Barrichello e todas as onze de Massa ocorreram durante suas passagens pela Ferrari. Por fim, José Carlos Pace conquistou seu único triunfo no Grande Prêmio do Brasil de 1975.

## Principais pilotos

### Emerson Fittipaldi

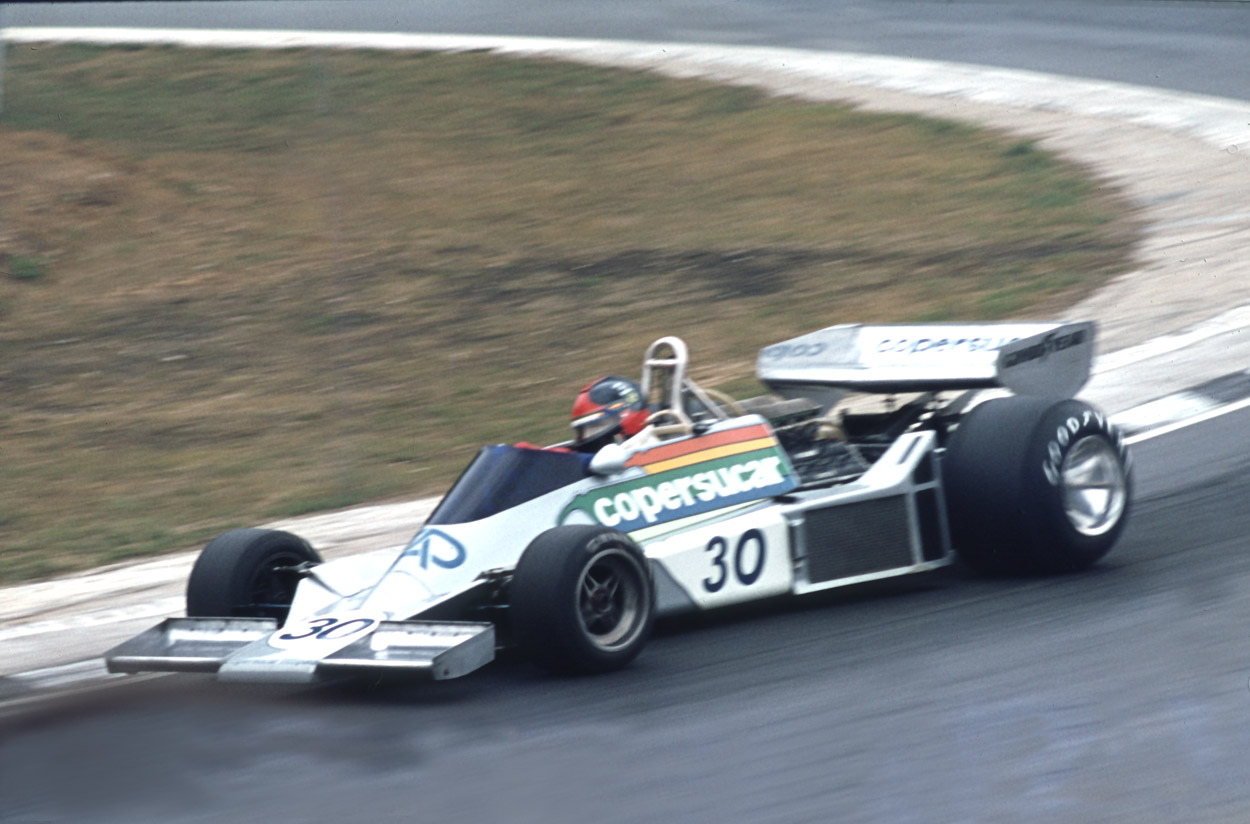
Fittipaldi, 1º brasileiro campeão de F1

Correu por dez anos na Fórmula 1 e conquistou o título em 1972 e 1974. Ele ingressou na Fórmula 1 em 1970 com a Lotus, e conseguiu uma vitória durante os primeiros dois anos. Ele venceu cinco corridas em seu terceiro ano, suficientes para garantir o seu primeiro título de campeão, e no ano seguinte, acabou sendo derrotado por Jackie Stewart. Transferiu-se para a McLaren em 1974 e ganhou seu segundo título, repetindo a história de ser vice-campeão no ano seguinte. Fittipaldi deixou a McLaren para criar a Escuderia Fittipaldi junto com seu irmão mais velho, Wilson, uma equipe financiada pela Copersucar, a qual conquistou apenas dois pódios em cinco anos, até a aposentadoria de Emerson em 1982.

### José Carlos Pace
Venceu apenas uma corrida, o Grande Prêmio do Brasil de 1975, formando com Emerson Fittipaldi a primeira dobradinha brasileira na categoria; antes, foi piloto de protótipos da Ferrari, onde conquistou o 2º lugar nas 24 horas de Le Mans de 1972. A título de curiosidade, foi dublê do ator Al Pacino, no filme Bobby Deerfield (Um momento, uma vida); morreu em 18 de março de 1977, vítima de acidente aéreo na cidade paulista de Mairiporã.

### Nelson Piquet
Conquistou três títulos em uma carreira que durou 14 temporadas. Ele fez sua estréia na Fórmula 1 em 1978 com a Brabham, onde passou sete anos, tendo sagrado-se campeão em 1981 e 1983, antes de se transferir para a Williams em 1986. Piquet teve fortes desentendimentos com seu companheiro de equipe Nigel Mansell, dentro e fora da pista, rivalidade que levou a perda do título da temporada para Alain Prost. No ano seguinte, mesmo sendo considerado desfavorecido pela equipe britânica, Piquet sagrou-se tricampeão mundial. Ele mudou-se para a Lotus por duas temporadas antes de terminar sua carreira na Fórmula 1 com a Benetton, onde conseguiu três vitórias.

### Ayrton Senna
Conquistou três títulos em uma carreira que durou de 1984 a 1994. Ele chegou ao pódio 80 vezes, 41 das quais como vencedor. Senna foi apelidado de "Rei de Mônaco", em alusão às suas seis vitórias no Grande Prêmio de Mônaco — cinco destas, consecutivas, entre 1989 e 1993. Morreu no dia 1º de maio de 1994, em decorrência de um acidente sofrido durante o Grande Prêmio de San Marino, causando forte comoção mundial.

### Rubens Barrichello
Até 2020, foi o recordista de participações, com a marca de 322 corridas na Fórmula 1. Ele terminou entre os quatro primeiros no campeonato de pilotos em cinco temporadas consecutivas com a Ferrari, entre 2000 e 2004. Durante este tempo, Barrichello, da mesma maneira que Massa, encontrou dificuldades para ser o segundo piloto. Ele deixou a Ferrari para se juntar a Honda e suportou três temporadas difíceis antes de Ross Brawn comprar a equipe e rebatizá-la como Brawn GP em 2009 - onde fez sua melhor temporada pós-Ferrari, terminando o campeonato em terceiro. Em 2012, sem espaço na Fórmula 1, migrou para a Fórmula Indy; no mesmo ano, fez sua estreia na Stock Car Brasil, disputando as três últimas etapas; hoje, é bicampeão da categoria, conquistando os títulos das temporadas de 2014 e 2022.

### Felipe Massa
Estreou em 2002 e tornou-se conhecido por sua passagem pela Scuderia Ferrari entre 2006 e 2013. Nas suas primeiras três temporadas pela equipe italiana (2006, 2007 e 2008), Massa obteve resultados satisfatórios, encerrando essas temporadas em terceiro, quarto e segundo, respectivamente; todas as suas onze vitórias na Fórmula 1 foram alcançadas durante esse período. Ele era o segundo piloto da escuderia em várias ocasiões, sendo preterido por Michael Schumacher, Kimi Raikkonen e, posteriormente, por Fernando Alonso. Na temporada de 2008, Massa esteve muito perto de se sagrar campeão, tendo sido derrotado por Lewis Hamilton pela diferença de um ponto. Em 2014, Massa ingressou na Williams, onde permaneceu até 2017, quando encerrou definitivamente sua carreira na Fórmula 1, no Grande Prêmio de Abu Dhabi de 2017.

### Situação atual
No dia 16 de março de 2025, Gabriel Bortoleto estreou oficialmente como piloto da Sauber para o GP da Austrália, substituindo Valterri Bottas que participou no seu último GP de Abu Dhabi de 2024.
Desde 2018, o Brasil não tinha nenhum representante na Fórmula 1, sendo esta a primeira vez em 48 anos que o país não tinha pilotos na categoria. Este ciclo de quase meio século iniciou-se com Emerson Fittipaldi que ingressou na Fórmula 1, em 1970, a partir daí o Brasil teve representantes em todas as temporadas, até o encerramento do Grande Prêmio de Abu Dhabi de 2017, última corrida disputada por Felipe Massa. O piloto havia anunciado sua saída da Fórmula 1 em 2016 mas, a pedido da equipe Williams, assumiu o posto aberto por Valtteri Bottas, contratado pela Mercedes para substituir Nico Rosberg, em razão de sua surpreendente aposentadoria.
Gabriel Bortoleto, campeão da Fórmula 3 e Fórmula 2, assinou com a Sauber e atualmente está competindo no grid da temporada de 2025.

## Pilotos estrangeiros nascidos no Brasil

### Herbert MacKay-Fraser
Nascido na cidade de Recife, no estado de Pernambuco, em 23 de junho de 1927, o piloto Herbert MacKay-Fraser participou do Grande Prêmio da França de 1957, pela equipe BRM. Abandonou a prova na volta 24, devido a problemas na transmissão do seu carro.
Apesar de nascido em solo brasileiro, era filho de estadunidenses, seu pai era produtor de café no estado de Pernambuco e o registrou no consulado americano, tendo o mesmo adquirido a cidadania estadunidense.
Teve alguns laços com o automobilismo brasileiro quando viveu no Brasil nos anos 50 e participou de algumas provas na cidade do Rio de Janeiro. Na cidade de São Paulo existe uma rua em sua homenagem, batizada com seu nome, próximo ao Autódromo de Interlagos.
Faleceu em 14 de julho de 1957 em um acidente fatal durante uma prova de Fórmula 2 em Reims, França, uma semana após sua estreia na Fórmula 1.

## Lista
Esta é a lista de pilotos brasileiros na fórmula 1 ordenada por data de estreia:
| Legenda    | Legenda                    |
| ---------- | -------------------------- |
| Em negrito | Piloto ainda em atividade. |
|            | Piloto campeão do mundo.   |

| #  | Piloto                | Naturalidade   | Temporadas | Equipes | Corridas (Largadas) | Vitórias | Pole positions | Pódios | Pontos | Títulos | Ref.          |
| -- | --------------------- | -------------- | ---------- | ------- | ------------------- | -------- | -------------- | ------ | ------ | ------- | ------------- |
| 1  | Chico Landi           | São Paulo      | 4          | 2       | 6                   | 0        | 0              | 0      | 1,5    | 0       | [ 29 ]        |
| 2  | Gino Bianco           | Turim          | 1          | 1       | 4                   | 0        | 0              | 0      | 0      | 0       | [ 30 ]        |
| 3  | Nano da Silva Ramos   | Paris          | 2          | 1       | 7                   | 0        | 0              | 0      | 2      | 0       | [ 31 ]        |
| 4  | Fritz d'Orey          | São Paulo      | 1          | 2       | 3                   | 0        | 0              | 0      | 0      | 0       | [ 32 ]        |
| 5  | Emerson Fittipaldi    | São Paulo      | 11         | 3       | 149 (144)           | 14       | 6              | 35     | 281    | 2       | [ 33 ]        |
| 6  | Wilson Fittipaldi Jr. | São Paulo      | 3          | 2       | 38 (35)             | 0        | 0              | 0      | 3      | 0       | [ 34 ]        |
| 7  | José Carlos Pace      | São Paulo      | 6          | 3       | 73 (72)             | 1        | 1              | 6      | 58     | 0       | [ 35 ]        |
| 8  | Luiz Pereira Bueno    | São Paulo      | 1          | 1       | 1                   | 0        | 0              | 0      | 0      | 0       | [ 36 ]        |
| 9  | Ingo Hoffmann         | São Paulo      | 2          | 1       | 6 (3)               | 0        | 0              | 0      | 0      | 0       | [ 37 ]        |
| 10 | Alex Dias Ribeiro     | Belo Horizonte | 3          | 3       | 20 (10)             | 0        | 0              | 0      | 0      | 0       | [ 38 ]        |
| 11 | Nelson Piquet         | Rio de Janeiro | 14         | 5       | 207 (204)           | 23       | 24             | 60     | 481,5  | 3       | [ 39 ]        |
| 12 | Chico Serra           | São Paulo      | 3          | 2       | 33 (18)             | 0        | 0              | 0      | 1      | 0       | [ 40 ]        |
| 13 | Raul Boesel           | Curitiba       | 2          | 2       | 30 (23)             | 0        | 0              | 0      | 0      | 0       | [ 41 ]        |
| 14 | Roberto Pupo Moreno   | Rio de Janeiro | 7          | 9       | 77 (42)             | 0        | 0              | 1      | 15     | 0       | [ 42 ]        |
| 15 | Ayrton Senna          | São Paulo      | 11         | 4       | 162 (161)           | 41       | 65             | 80     | 610    | 3       | [ 43 ]        |
| 16 | Maurício Gugelmin     | Joinville      | 5          | 3       | 80 (74)             | 0        | 0              | 1      | 10     | 0       | [ 44 ]        |
| 17 | Christian Fittipaldi  | São Paulo      | 3          | 2       | 43 (40)             | 0        | 0              | 0      | 12     | 0       | [ 45 ]        |
| 18 | Rubens Barrichello    | São Paulo      | 19         | 6       | 326 (322)           | 11       | 14             | 68     | 658    | 0       | [ 46 ]        |
| 19 | Pedro Paulo Diniz     | São Paulo      | 6          | 4       | 99 (98)             | 0        | 0              | 0      | 10     | 0       | [ 47 ]        |
| 20 | Ricardo Rosset        | São Paulo      | 2          | 2       | 33 (26)             | 0        | 0              | 0      | 0      | 0       | [ 48 ]        |
| 21 | Tarso Marques         | Curitiba       | 3          | 1       | 26 (24)             | 0        | 0              | 0      | 0      | 0       | [ 49 ]        |
| 22 | Ricardo Zonta         | Curitiba       | 5          | 3       | 37 (36)             | 0        | 0              | 0      | 3      | 0       | [ 37 ]        |
| 23 | Luciano Burti         | São Paulo      | 2          | 2       | 15 (14)             | 0        | 0              | 0      | 0      | 0       | [ 50 ]        |
| 24 | Enrique Bernoldi      | Curitiba       | 2          | 1       | 29 (28)             | 0        | 0              | 0      | 0      | 0       | [ 51 ]        |
| 25 | Felipe Massa          | São Paulo      | 15         | 3       | 272 (269)           | 11       | 16             | 41     | 1167   | 0       | [ 52 ]        |
| 26 | Cristiano da Matta    | Belo Horizonte | 2          | 1       | 28                  | 0        | 0              | 0      | 13     | 0       | [ 53 ]        |
| 27 | Antônio Pizzonia      | Manaus         | 3          | 2       | 20                  | 0        | 0              | 0      | 8      | 0       | [ 53 ]        |
| 28 | Nelson Piquet Jr.     | (Heidelberg)   | 2          | 1       | 28                  | 0        | 0              | 1      | 19     | 0       | [ 54 ]        |
| 29 | Bruno Senna           | São Paulo      | 3          | 3       | 46                  | 0        | 0              | 0      | 33     | 0       | [ 55 ]        |
| 30 | Lucas Di Grassi       | São Paulo      | 1          | 1       | 19 (18)             | 0        | 0              | 0      | 0      | 0       | [ 56 ]        |
| 31 | Felipe Nasr           | Brasília       | 2          | 1       | 40 (39)             | 0        | 0              | 0      | 29     | 0       | [ 57 ] [ 58 ] |
| 32 | Pietro Fittipaldi     | (Miami)        | 1          | 1       | 2                   | 0        | 0              | 0      | 0      | 0       | [ 59 ]        |
| 33 | Gabriel Bortoleto     | Osasco         | 1          | 1       | 13                  | 0        | 0              | 0      | 14     | 0       | [ 60 ]        |

## Galeria
Campeões mundiais

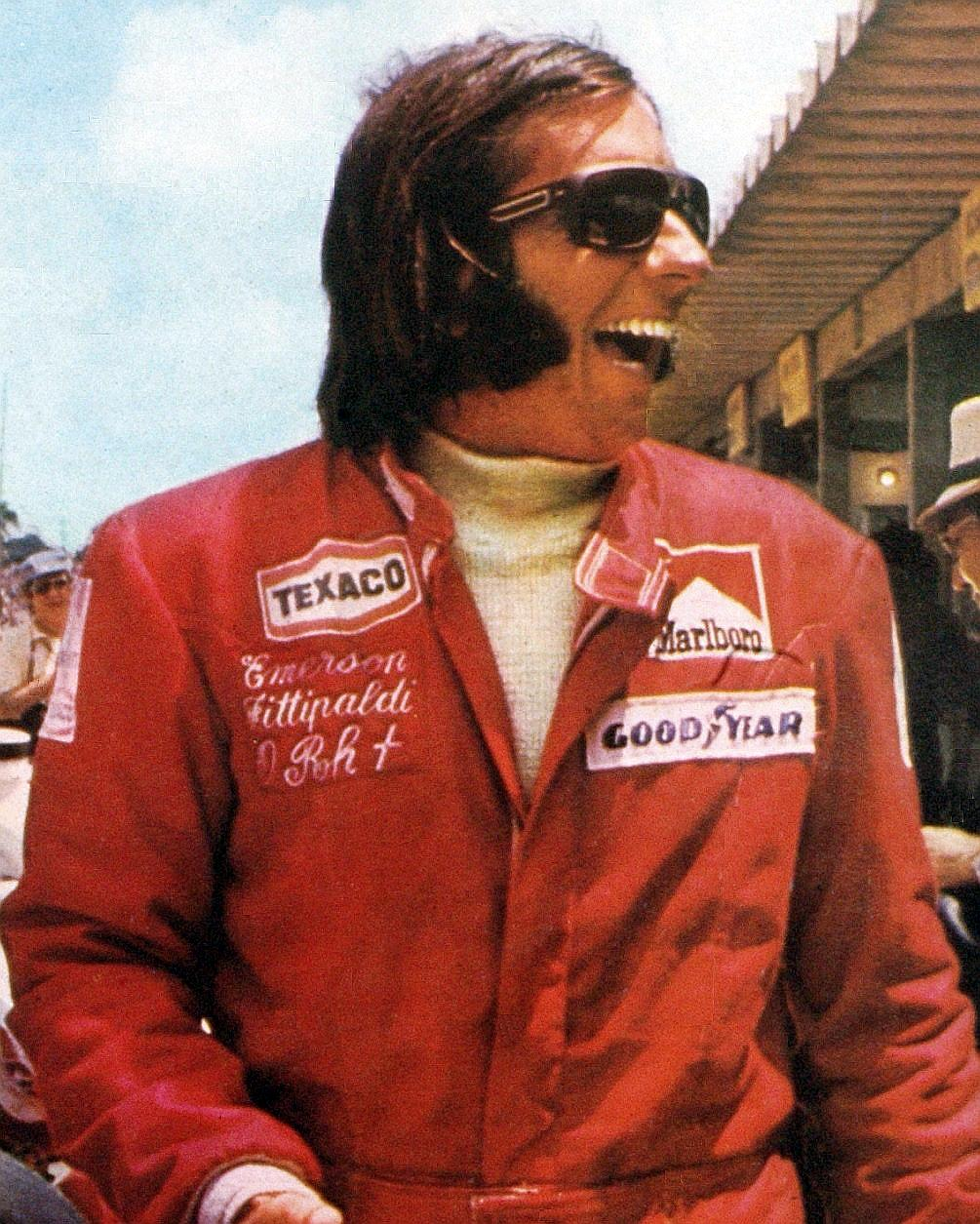
Emerson Fittipaldi: 1972, 1974
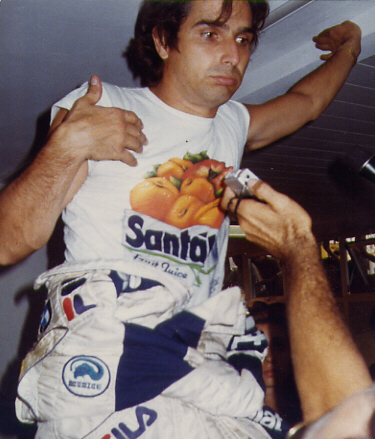
Nelson Piquet: 1981, 1983, 1987.
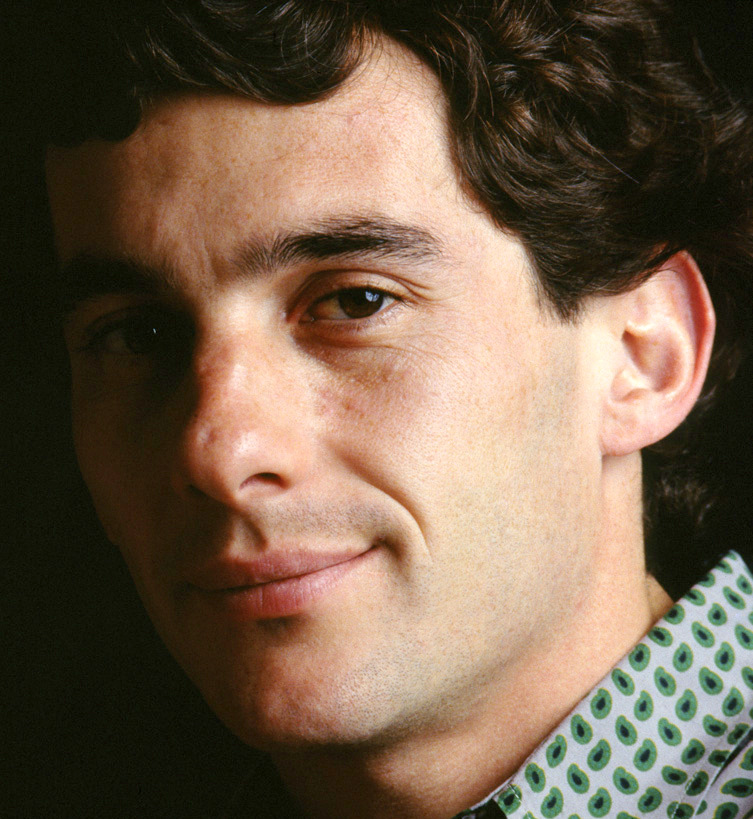
Ayrton Senna: 1988, 1990-1991